# قلعة بحيرة ليفين
قلعة بحيرة ليفين (بالإنجليزية: Loch Leven Castle)‏، قلعة متهدمة على جزيرة في بحيرة ليفين، في منطقة بيرث وكينروس المحلية في اسكتلندا. تم بناءها في عام 1300 تقريبا، وكانت موقعًا للعمل العسكري خلال حروب الاستقلال الاسكتلندية (1296-1357). في نهاية القرن الرابع عشر، تم منح هذه القلعة إلى وليام دوغلاس، إيرل دوغلاس الأول من قبل عمه، وبقيت في أيدي عائلته لمدة 300 سنة. وفيها تم سجن ماري ملكة اسكتلندا خلال الفترة 1567-1568، وأجبرت على التنازل عن عرشها كملكة، قبل أن تهرب بمساعدة عائلة غاولير. وفي عام 1588، ورثت ملكة غولر لقب إيرل مورتون، وانتقلت بعيدا عن القلعة. في عام 1675، تم شراؤها من قبل السير وليام بروس، واستخدمها كمركز لحديقته؛ ولم تستخدم مرة أخرى كسكن.